# Zakrystian
Zakrystian, kościelny – funkcja liturgiczna obejmująca sprawowanie nadzoru nad zakrystią, a także staranne przygotowywanie przedmiotów niezbędnych do sprawowania liturgii. Zakrystianem może być osoba świecka lub zakonna (zarówno mężczyzna jak i kobieta). Jest to najczęściej pracownik parafii.

## Kościół rzymskokatolicki

### Rys historyczny

#### Ustanowieni ostiariusze
W Starym Testamencie zostali opisani wyznaczeni stróże, którzy otwierali o świcie bramy świątyni, pilnowali do niej wchodzących. W pierwotnym Kościele w miejscach gromadzenia się wyznawców Chrystusa wprowadzono posługę ostiariatu. Ostiarusze czuwali, by na zgromadzenie nie przychodzili nieochrzczeni, w razie niebezpieczeństwa ostrzegali, a po homilii pilnowali opuszczenia świątyni przez katechumenów oraz pokutników.
Za papieża Korneliusza Kościół Rzymu posiadał pięćdziesięciu dwóch egzorcystów, lektorów i ostiariuszy, ale urzędy te nie były jeszcze zhierarchizowane. Gdy około piątego wieku drobniejsze urzędy kościelne stały się wyłącznie stopniami prowadzącymi do kapłaństwa, ostiariat zaliczono do tzw. święceń niższych, we współczesnej teologii nazywanych posługami.

#### Zakrystianie świeccy
Z upływem czasu zanikła w Kościele praktyka udzielania posług na stałe, i stały się one wyłącznie stopniami na drodze do kapłaństwa. Tym samym zmalało znaczenie ustanowionych ostiariuszy, a ich zadania przejęły osoby świeckie. 
W średniowiecznej Polsce powstały nawet wyspecjalizowane do celów obsługi świątyń wsie zwane wsiami świątniczymi, łac. villa sanctuariorum. 

#### Reforma liturgiczna soboru watykańskiego II
Po Soborze Watykańskim II funkcja zakrystiana została oficjalnie usankcjonowana w Ogólnym wprowadzeniu do mszału rzymskiego i w Ceremoniale liturgicznej posługi biskupów. 
Posługa ostiariatu została ostatecznie zniesiona w 1972 roku przez papieża Pawła VI. Zachowano ją jedynie we wspólnotach związanych z liturgią przedsoborową, a zadania ostariusza w parafiach wykonują obecnie zakrystianie. 
Dyrektorium Duszpasterstwa Służby Liturgicznej, przyjęte przez Konferencję Episkopatu Polski w 2008 r. wskazuje, że funkcję zakrystiana może pełnić jeden z ustanowionych dla parafii akolitów.

### Obowiązki zakrystiana
Zgodnie z pkt. 105. Ogólnego wprowadzenia do mszału rzymskiego, zakrystian pełni prawdziwą funkcję liturgiczną, i w ramach swoich zadań starannie przygotowuje księgi liturgiczne, szaty oraz wszystkie inne przedmioty konieczne do celebracji Mszy świętej. 
Obowiązki zakrystiana to m.in.: 
- otwieranie i zamykanie świątyni,
- dzwonienie przed mszą i w czasie procesji,
- opieka nad paramentami,
- dbanie o porządek i czystość w kościele oraz wokół kościoła,
- przygotowanie szat i naczyń liturgicznych,
- pomoc kapłanowi przy zakładaniu szat przed mszą i zdejmowaniu ich po mszy,
- w razie potrzeby zastępowanie ministrantów przy celebracji mszy,
- pomoc kapłanowi w obrzędach i sakramentach (chrztach, ślubach).

Zarówno Ogólne wprowadzenie do mszału rzymskiego, jak i Dyrektorium Duszpasterstwa Służby Liturgicznej podkreślają konieczność obecności przynajmniej jednego posługującego podczas mszy z udziałem ludu (ministranta lub kogoś innego pełniącego tę funkcję). Zakrystian ma obowiązek zadbać o to, aby w kościele zawsze była osoba posługująca podczas mszy. Jeśli nie ma ministranta (w niedzielę i święta) lub przynajmniej kandydata na ministranta (w dni powszednie), jego funkcje powinien przejąć zakrystian. Sytuacja, w której kapłan odprawia mszę w obecności wiernych bez jakiegokolwiek posługującego, a zakrystian zamiast służyć pozostaje w zakrystii, jest niezgodna z przepisami liturgicznymi. W zależności od miejscowej praktyki, zakrystian może również pełnić funkcję opiekuna formacji ministranckiej.

### Wymagane kwalifikacje
Ze względu na wykonywany zawód i funkcję „zaufania publicznego” kandydat na zakrystiana powinien charakteryzować się odpowiedzialnością i wysoką kulturą osobistą oraz przestrzegać ogólnie przyjętych norm moralnych i etycznych.